# Domaníky
Domaníky jsou obec na Slovensku v okrese Krupina. Poblíž obce se nachází vodní nádrž Sebechleby.  Žije zde 213 obyvatel.
V historických pramenech je obec poprvé zmiňována v roce 1135, tehdy pod názvem Dominyk, v roce 1291 jako Domungy, později jako Domanik (1331) a Damanik (1808). V obci se nachází jednolodní neogotický římskokatolický kostel svaté Markéty Antiochijské z roků 1928-1929.